# ロンドン交響曲 (ヴォーン・ウィリアムズ)
ロンドン交響曲（英語：A London Symphony）は、イギリスの作曲家レイフ・ヴォーン・ウィリアムズが1912年から1913年にかけて作曲した、2作目の交響曲である。

## 概要
初演は1914年3月27日にロンドンのクイーンズ・ホールにおいてジェフリー・トイの指揮による。演奏は成功したが、第一次世界大戦勃発の1ヵ月前にドイツの指揮者フリッツ・ブッシュのもとに初稿の総譜を郵送した際、これが失われてしまう。作曲者はパート譜を手がかりに、作曲の際にも後押しした友人ジョージ・バターワースの協力も得て総譜を再構成し、多少の改訂を施した稿が1915年から1918年までの演奏に使われた。その後、長年にわたって何度も改訂された上で、1928年に初版（最初の出版譜）が出されたが、最終決定版に辿り着くのは1936年ごろのことである。なお、この曲は第一次世界大戦で戦死したバターワースに献呈されている。

## 楽器編成
- 木管楽器
フルート3(ピッコロ持ち替え1)、オーボエ2、イングリッシュホルン1、クラリネット2、バスクラリネット1、ファゴット2、コントラファゴット1
- 金管楽器
ホルン4、トランペット2、コルネット2、トロンボーン3、チューバ1
- 打楽器、その他
ティンパニ、シンバル、トライアングル、大太鼓、小太鼓、銅鑼2、グロッケンシュピール、鈴、ハープ（可能なら2台）
- 弦楽器
第1ヴァイオリン、第2ヴァイオリン、ヴィオラ、チェロ、コントラバス

## 楽曲構成
以下の4つの楽章から成る。
1. Lento - allegro risoluto
2. Lento
3. Scherzo (Nocturne) Allegro vivace
4. Finale: Andante con moto - maestoso alla marcia (quasi lento) - allegro - maestoso alla marcia - Epilogue: Andante sostenuto

## 題名について
作曲者自身は、「《ロンドン交響曲》という題名から標題音楽が暗示されるかもしれないし、実際にウェストミンスターの鐘のようなロンドンの響きを含んでいるのだが、本作を絶対音楽として聞こえるように作曲したつもりであって、《ロンドンっ子による交響曲》というのがより適切な題名だったかもしれない」と述べている。しかしながら指揮者アルバート・コーツには、1920年の演奏会に詳細な説明文を用意することを許した。
また、本作はしばしば《交響曲 第2番》と呼ばれているが、作曲者は《第6番》と調性が同じ《第9番》を発表するまでの間、名前や調性で各交響曲を呼び分けており、混同を避けるために番号付けをするようになったのは、《第4番》以降のことである。最初の3作（《海の交響曲》《ロンドン交響曲》《田園交響曲》）は、題名だけでなく番号によっても知られている。

## 初稿について
《ロンドン交響曲》の初稿は、2000年にリチャード・ヒコックス指揮ロンドン交響楽団によってシャンドス・レーベルに録音された音源によって聴くことが出来るようになった。ヴォーン・ウィリアムズ未亡人アーシュラが1914年のパート譜をその録音のためにだけ提供したからであり、初稿が近い将来に実演される可能性は見込めない。1936年の決定稿のほうがより堅固に纏め上げられているので間違いなく優れていると言えるが、初稿にも魅力的なパッセージはいくつか見出される。